# GERB
A Polgárok Bulgária Európai Fejlődéséért (bolgárul: Граждани за европейско развитие на България), rövidítve GERB (bolgárul: ГЕРБ) egy bolgár jobbközép párt, amelyet 2006. december 6-án alapította Bojko Boriszov, szófiai polgármester, aki régebben a Második Szimeon Nemzeti Mozgalom párt színeiben politizált. A párt nevének rövidítése szójáték, bolgárul címert jelent.
A párt elnöke Cvetan Cvetanov, volt szófiai polgármester-helyettes. A párt de facto vezetője és hivatalosan "vezére" Bojko Boriszov, szófiai polgármester.
A 2007-es EP-választásokon első helyen végzett.

## Története
A párt eredetileg civil szervezetként született meg 2006-ban. A szervezet eredeti célja volt, hogy "az európai fejlesztésekkel egy fejlődő Bulgáriát és polgári társadalmat építsen ki".
A párt a 2007-es európai parlamenti választáson az alacsony részvétel ellenére (28,12%-os volt) 22 százalékos győzelmet aratott. Majd 2009-ben a parlamenti választáson kb. 40 százalékkal fölényes győzelmet aratott, így Bojko Boriszov lett Bulgária 50. miniszterelnöke. 
2013-2014 között a párt ellenzéki párt volt, de 2014-ben és 2017-ben ismét a párt nyert. Ezúttal már más pártokkal együtt kormányoztak.

## Választási eredmények
| év   | szavazatarány | mandátumszám | szavazatszám | státusz               |
| ---- | ------------- | ------------ | ------------ | --------------------- |
| 2009 | 39,72%        | 116          | 1 678 641    | kormánypárt           |
| 2013 | 30,54%        | 97           | 1 081 605    | ellenzék              |
| 2014 | 32,67%        | 84           | 1 072 491    | kormánypárt           |
| 2017 | 32,65%        | 95           | 1 147 283    | kormánypárt           |
| 2021 | 22,44%        | 59           | 596 456      | ellenzék              |
| 2022 | 25,34%        | 67           | 634 649      | előrehozott választás |
| 2023 | 25.39%        | 69           | 669 924      | kormánypárt           |

| év   | szavazatarány | mandátumszám | szavazatszám |
| ---- | ------------- | ------------ | ------------ |
| 2007 | 21,68%        | 5            | 420 001      |
| 2009 | 24,36%        | 5            | 627 693      |
| 2014 | 30,40%        | 6            | 680 838      |
| 2019 | 31,07%        | 5            | 607 194      |